# Laakirchen
Laakirchen – miasto w Austrii, w kraju związkowym Górna Austria, w powiecie Gmunden.

## Współpraca
Miejscowości partnerskie:
- Obertshausen, Niemcy
- Gemona del Friuli, Włochy